# ويليام صموئيل جونسون
ويليام صموئيل جونسون (بالإنجليزية: William Samuel Johnson)‏ هو محامي وقاضي وسياسي أمريكي وبريطاني (وحمل سابقاً جنسية المملكة المتحدة لبريطانيا العظمى وأيرلندا)، ولد في 7 أكتوبر 1727 في الولايات المتحدة، وتوفي بنفس المكان في 14 نوفمبر 1819. حزبياً، نشط في Pro-Administration Party (United States) ‏. وقد انتخب عضو مجلس الشيوخ الأمريكي (4 مارس 1789 – 4 مارس 1791).

## روابط خارجية
- ويليام صموئيل جونسون على موقع إن إن دي بي (الإنجليزية)